# Здолбунівська центральна районна бібліотека
Здолбунівська центральна районна бібліотека — культурно-освітній центр м. Здолбунів. Типова в області бібліотека, середня ЦПБШ за кількістю бібліотек (30) та обсягом роботи. Щорічна книговидача становить понад 600 тис.примірників.

### Історія
Бібліотеку було створено наприкінці квітня 1944 року, майже відразу після звільнення міста Здолбунова від німецько-фашистських загарбників, на виконання постанови бюро Рівненського КП(б) від 3 лютого 1940 року «Про організацію бібліотек області». У тому ж році організаційні труднощі стали випробуванням для першої завідувачки бібліотеки Надії Петрівни Денисевич. А через рік, у вересні 1945 року, її визнано одним із кращих працівників культосвітніх установ Рівненської області.
У період з 1945 по 1950 роки штат Здолбунівської районної бібліотеки складав 2 осіб, а вже починаючи з 1950 року він збільшився до 4. Надія Петрівна Денисевич була координатором бібліотечної роботи в цілому районі, також вона надавала методичну допомогу й іншим бібліотекам з метою постійного покращення процесу обслуговування клієнтів, завдяки їй громадськість брала активну участь у покращенні процесів роботи бібліотек. Згодом, у 1960-70-их роках, відбувається послідовна політизація роботи бібліотеки, прогресує кількість заходів спрямованих на суспільно-політичну тематику, на противагу цьому активно пропагується художня, краєзнавча та сільськогосподарська література. Працівники бібліотеки запроваджують комплекс книжкової пропаганди, утверджують принцип диференційованого підходу до різноманітних груп і окремих читачів з урахуванням їх освітнього рівня, змісту роботи та суспільної діяльності. Бібліотекарі стають активними громадськими діячами.
Результатом централізації 1977 року стають об'єднані в єдину систему 43 державні масові бібліотеки, а вже у 1978 році число бібліотек відмінної роботи сягає 27. 1981 рік в історії Здолбунівської центральної районної бібліотеки характеризується зміною приміщення, у якому бібліотека функціонує й дотепер. У 90-их роках минулого століття, а точніше після утворення незалежної України, змінюються управлінські функції ЦРБ з приводу якісного забезпечення функціонування бібліотек.
Сучасний стан Здолбунівської центральної районної бібліотеки визначає основний напрямок її роботи, а точніше він полягає в активній інформаційній співпраці бібліотек з управлінськими організаціями, владними структурами та місцевими громадами — відповідне надання їм необхідних даних, контроль над рішеннями влади. Користувачі бібліотеки наразі мають можливість швидкого отримання актуальної інформації в електронному та друкованому вигляді, адже у процес технічного вдосконалення ЦРБ включилася у 2001 році, створивши відповідний електронний каталог бібліотечного фонду за програмою ІРБІС.[1] На сьогодні абсолютно усі бібліотеки Здолбунівської ЦСПШБ беруть участь у місцевих соціально-культурних та політичних процесах.

### Організаційна структура
З 12 листопада 2002 року в районі починає функціонувати новостворена система публічно-шкільних бібліотек, яка складається з 30 установ, а точнічше туди входять:
- центральна районна бібліотека
- районна бібліотека для дітей та юнацтва
- 2 міські публічно-шкільні бібліотеки
- 24 сільські публічно-шкільні бібліотеки
- 2 публічні бібліотеки.

### Фонд
Загальний фонд книгозбірень нараховує понад 692 тис.примірників книжкових видань, які використовуються приблизно 30-ти тисячною аудиторією.

### Система каталогів та картотек
Здолбунівська центральна районна бібліотека має систему каталогів та картотек як в традиційний, так і в електронній формі.

#### Традиційні каталоги і картотеки
- Алфавітний каталог
- Систематичний каталог
- Систематична картотека статей
- Зведений краєзнавчий каталог

#### Електронні каталоги
- ЕБД «Електронний каталог Книги та електронний каталог Підручники» ведуться з 2004 року і налічують на 10 листопада 2016 р. — 12049 бібліографічних записів.

- ЕБД «Краєзнавча періодика» формується з 2004 року і нараховує на 10 листопада 2016 р. — 16938 бібліографічних записів.

### Адреса
35701, Рівненська обл., м. Здолбунів, вул. Шкільна,39.